# Nintendo Power
Nintendo Power var et månedligt nyheds- og strategitidsskrift, der blev udgivet i USA og Canada. Første udgivelse kom i juli 1988 og sidste udgivelse var i december 2012. Det er et af de længstvarende computerspilstidskrifter i USA.
| computerspil | Spire Denne computerspilsrelaterede artikel er en spire som bør udbygges. Du er velkommen til at hjælpe Wikipedia ved at udvide den. |